# Jaipal Singh
Jaipal Singh (Khooty, 3 januari 1903 - Delhi, 20 maart 1970) was een Indiaas hockeyer.
Singh won met de Indiase ploeg de olympische gouden medaille in 1928.

## Resultaten
- 1928  Olympische Zomerspelen in Amsterdam

- International Standard Name Identifier: 0000 0004 4454 5942
- Library of Congress Control Number: n2014213790
- Virtual International Authority File: 313409816
- WorldCat: E39PBJfCwwxkkrcM3HpXmHFBT3